# فيغارو-مونتماني
بلدية الفيغارو إي مونتمانْيْ (بالكاتالانية: el Figueró i Montmany) هي إحدى بلديات مقاطعة برشلونة، والتي تقع في منطقة كاتالونيا، شرق إسبانيا.
يبلغ عدد سكانها 1.009 نسمة وفقاً لإحصائية سنة (2007).